# Puyuma

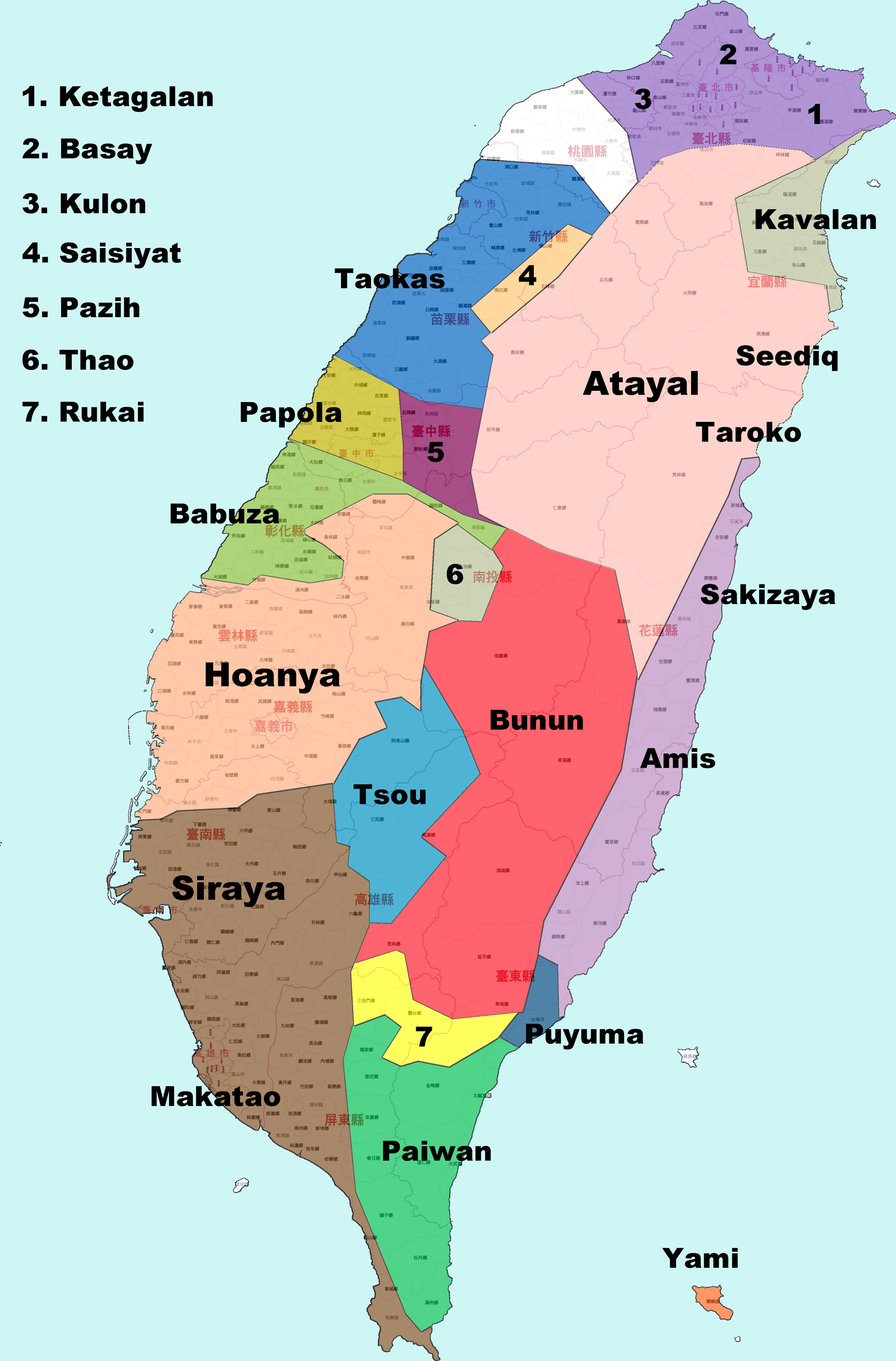
Distribuzione delle etnie indigene di Taiwan.

I Puyuma (caratteri cinesi: 卑南族; pinyin: Bēinán-zú; POJ: Pi-lâm-chok), conosciuti anche come tribù Peinan o Beinan, sono un popolo di aborigeni taiwanesi residenti nella Contea di Taitung, sulla costa orientale dell'isola di Taiwan. L'etnia è divisa in due gruppi tribali, i Chihpen ed i Nanwang.
Nell'anno 2000, la popolazione Puyuma registrata ammontava a 9.606 individui, circa il 2,4% della popolazione totale di indigeni di Taiwan, cifra che li rende il sesto gruppo di indigeni più popoloso. La lingua puyuma è ancora parlata da parte della popolazione, sebbene sia una lingua in pericolo poiché le nuove generazioni parlano per lo più cinese e minnan.

## Sito archeologico di Peinan

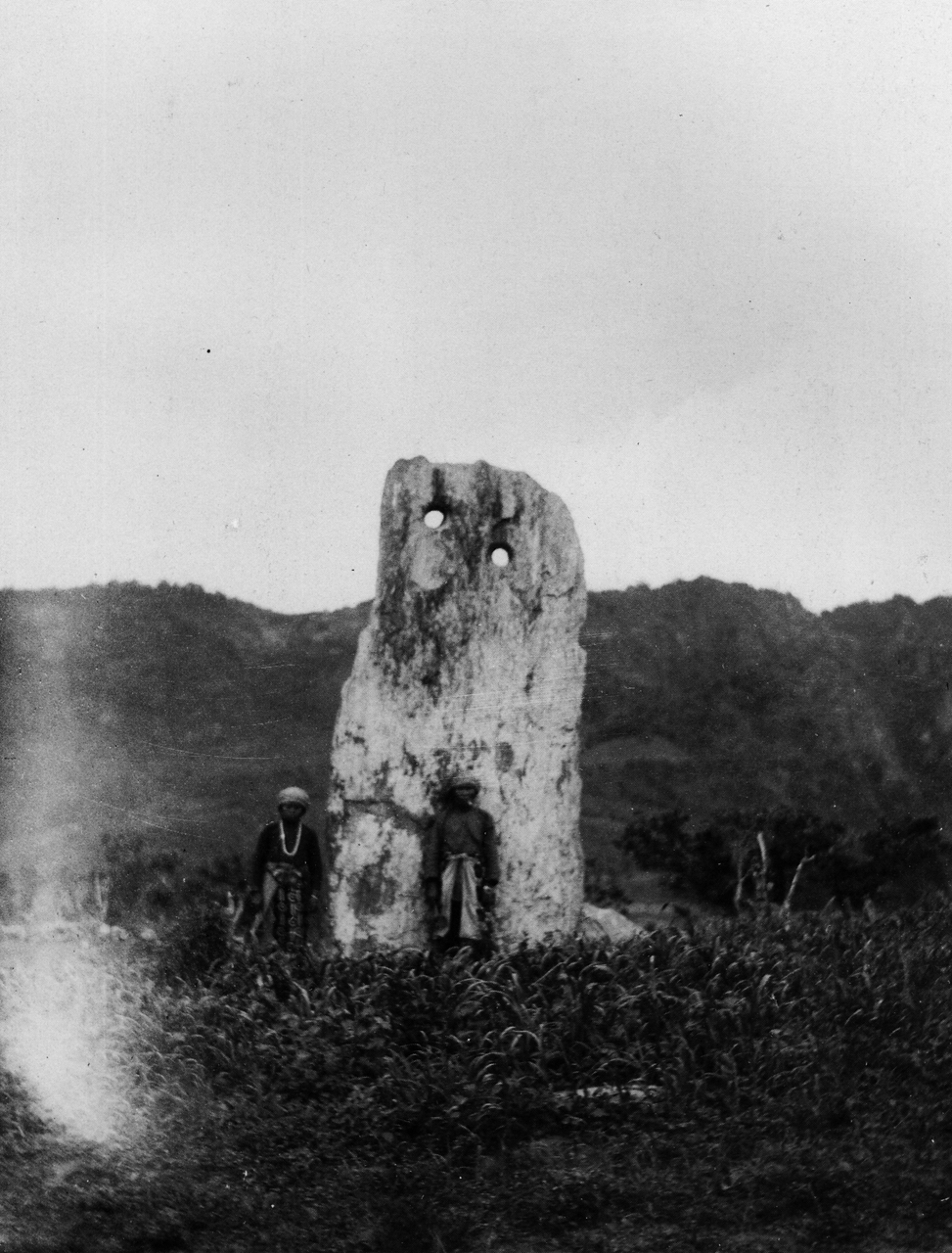
Il monolite Puyuma a forma di luna (foto del 1896 ca.)

Nel periodo dell'occupazione giapponese di Taiwan, l'archeologo Ryūzō Torii scoprì il sito archeologico di Peinan, nel quale erano presenti dei pilastri di pietra e dei monoliti dell'antica civiltà Puyuma. Torii visitò quattro volte il sito, e ne scattò due foto.